# Glen Garioch
Glengarioch (skotska Geery) är ett av Skottlands äldsta whiskydestillerier, grundat år 1797.

## Historia
Glengarioch är beläget i Aberdeenshire i norra Skottland. Platsen valdes av grundarna John & Alexander Mason på grund av bygdens korn, som var berömt för sin höga kvalitet.

## Whisky
Destilleriet ger ut två ständiga whisky, dessa är:
- Glen garioch 12 years old
- Glen garioch Founders reserve

Utöver detta ger man ut vad man kallar för "Vintage realeses". Dessa är (2015):
- Glen Garioch Vintage 1978
- Glen Garioch Vintage 1986
- Glen Garioch Vintage 1990
- Glen Garioch Vintage 1991
- Glen Garioch Vintage 1994
- Glen Garioch Vintage 1995
- Glen Garioch Vintage 1997
- Glen Garioch Vintage 1999
- Glen Garioch Virgin Oak
- Glen Garioch 1998 Wine Cask Matured
- Glen Garioch 15 Years Old Renaissance